# Superconduttività del colore SU(2)
La materia di quark SU(2) con carica di colore appartiene alla lista dei sistemi di superconduttori. Pur essendo un’astrazione matematica, le sue proprietà sono pensate per essere strettamente correlate a SU(3) della materia di quark con carica di colore, che esiste in natura quando una sostanza ordinaria viene compressa a densità sopranucleari superiori a ~ 0,5 x 1039 nucleoni/cm3.

## Superconduttori in natura
Nel 1911, Kamerlingh Onnes, studiando la resistenza dei metalli, scoprì che la resistenza del mercurio scende bruscamente a zero a una temperatura di circa 4 K. Poco dopo notò che il campo magnetico esterno, quando ha una tensione abbastanza grande, influisce sulla superconduttività riportando il campione allo stato normale. Il superconduttore, di conseguenza, è caratterizzato da una perdita di resistenza e da due parametri: la temperatura critica e il campo magnetico critico. Nel 1933, Walther Meissner e Robert Ochsenfeld scoprirono che i superconduttori hanno una proprietà di espulsione del campo magnetico. Questo effetto fu chiamato effetto Meissner-Ochsenfeld.
In seguito furono scoperti altri metalli e composti dotati di superconduttività a temperature inferiori a 30 K. La superconduttività ad alta temperatura è stata individuata negli anni ’80 del XX secolo.

## Superconduttività della materia nella QCD a due colori
Aumentando la densità della materia nucleare si forma la materia di quark. Si presume che la materia di quark a bassa temperatura sia un superconduttore. Nel caso di SU(3) del gruppo di colore, il condensato di Bose delle coppie di Cooper presenta un colore aperto. Per soddisfare il requisito di confinamento, si usa la teoria di proiezione BCS che consente di ripristinare le simmetrie. 
Il formalismo BCS è applicabile alla descrizione della materia di quark con il gruppo di colore SU(2), poiché le coppie di Cooper sono incolori. Nel modello di Nambu-Jona-Lasinio si predice l'esistenza di una fase superconduttiva di SU(2) della materia di quark con carica di colore in base alla libertà asintotica per un gas di Fermi freddo, quasi ideale dei quark. Questa immagine fisica trova la sua conferma nel modello Polyakov-Nambu-Jona-Lasinio e anche nei modelli reticolari in cui le proprietà della materia di quark possono essere descritte sulla base dei primi principi della cromodinamica quantistica di SU(2).